# Теэтет (Платон)
«Теэ́тет» (греч. Θεαίτητος) — сократический диалог Платона, посвящённый природе знания. Написан приблизительно в 369 до н. э.
Евклид рассказывает своему другу Терпсиону о написанной много лет назад книге по мотивам того, что Сократ поведал ему о разговоре с Теэтетом, когда Теэтет был ещё очень молод. Евклид вспоминает об этой книге, когда Терпсион спрашивает, где он был. Выясняется, что Евклид заходил в гавань Мегары и встретил там Теэтета, которого привезли туда по пути из Коринфского лагеря в Афины. Теэтет болен дизентерией и страдает от ран, полученных на войне. Евклид поражается проницательности Сократа, предрекавшего Теэтету большую славу. Мальчик-раб читает рукопись Евклиду и Терпсиону.
В диалоге Сократ и Теэтет обсуждают три определения знания: знание как чувственное восприятие, знание как «правильное мнение» и наконец знание как «правильное мнение с объяснением». Каждое из этих определений оказывается неудовлетворительным. Беседа завершается признанием Сократа, что ему следует отправиться в суд, дабы ответить на обвинения в том, что он якобы развращает молодёжь и не поклоняется афинским богам.

## Повитуха знания
Сократ спрашивает Феодора, знает ли он юношей, которые увлечены геометрией и подают особые надежды. Феодор отмечает, что может указать на одного из таких без страха, что его заподозрят в пристрастности к привлекательному молодому человеку, ибо Теэтет невзрачен и внешне даже напоминает Сократа вздёрнутым носом и глазами навыкате. Мужчины видят группу юношей, которые только что закончили натираться маслом, и одним из них оказывается Теэтет.
Сократ говорит Теэтету, что не может разобраться в том, что же такое знание. Тот признаётся, что не видит удовлетворительного ответа. Тогда Сократ рассказывает, что он сын повитухи и промышляет тем же ремеслом. Разница лишь в том, что он принимает роды души, а не плоти, то есть способен увидеть, когда у человека вот-вот родится мысль и помогает ей появиться на свет.

## Переводы на русский язык
- В. Н. Карпов (1879)
- А. В. Добиаш (1891)
- В. К. Сережников (1936) Платон. Теэтет. Перевод с греческого и примечания Сережникова В.. Редактор Вандек В.. М.-Л. СОЦЭКГИЗ. 1936 г. 192с.
- Т. В. Васильева (1968)